# Тёрнбулл, Уильям
Уильям Тёрнбулл (англ. William Turnbull; 11 января 1922[…], Данди — 15 ноября 2012[…], Лондон) — британский скульптор и живописец шотландского происхождения. Один из создателей послевоенного скульптурного направления геометрия страха.
Уильям Тёрнбулл, один из наиболее влиятельных британских скульпторов второй половины XX-го — начала XXI века. Работал с различными материалами: гипсом, бронзой, деревом, сталью и пластиком. Обращался к изучению основ скульптуры, исследованию тотемных изображений древних культур: Древней Греции, Западной Африки, Юго-Восточной Азии.

## Биография
- 1939—1941: Уильям Тёрнбулл сотрудничает в качестве иллюстратора и дизайнера с национальной издательской компанией D.C. Thompson & Co. (англ.) в Данди, специализирующейся на периодике.
- 1946—1948: После военной службы в Королевских ВВС[5] учится в Школе изобразительных искусств Феликса Слейда (англ.), Лондон.
- 1948—1950: Стажировался в Париже вместе с соучеником по Slade School of Fine Art, шотландским скульптором Паолоцци; посещал мастерские таких знаменитостей, как Леже, Бранкузи и Джакометти.
- 1950: Первая персональная выставка, Лондон.
- 1952: Участвует в биеннале в Венеции.
- 1957: Участвует в IV биеннале в Сан-Паулу (в разделе «10 молодых британских художников»).
- 1973: Ретроспектива в галерее Тейт, Лондон.

## Творчество
Ранние работы, выполненные в Париже в конце 1940-х годов, отражают влияние на молодого художника творческого метода Альберто Джакометти, его увлечение философией экзистенциализма.
Скульптуры Тёрнбулла из окрашенной стали 1963—1968 годов, часто прихотливой зигзагообразной или волнистой формы, созвучны проблемам, исследуемым американскими минималистами. В эти годы он интересуется механическим повтором; комбинаторикой готовых геометрических блоков; воздействием на скульптуру внешнего окружения, контекста.
Во второй половине 1970-х Тёрнбулл отходит от минималистской серийности и возвращается к созданию малых, наполненных интимными ощущениями скульптур.

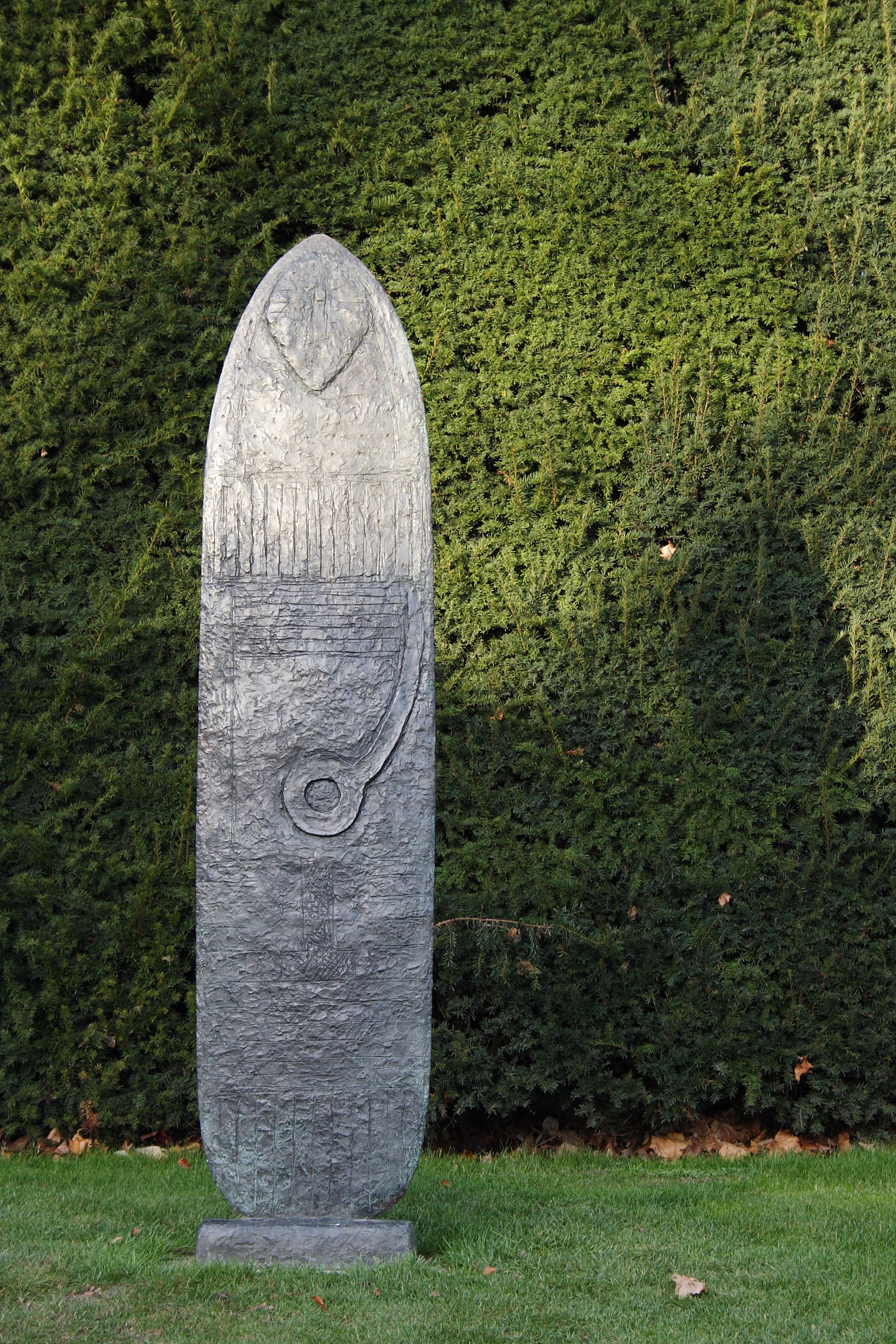
"Фигура предка". 1998
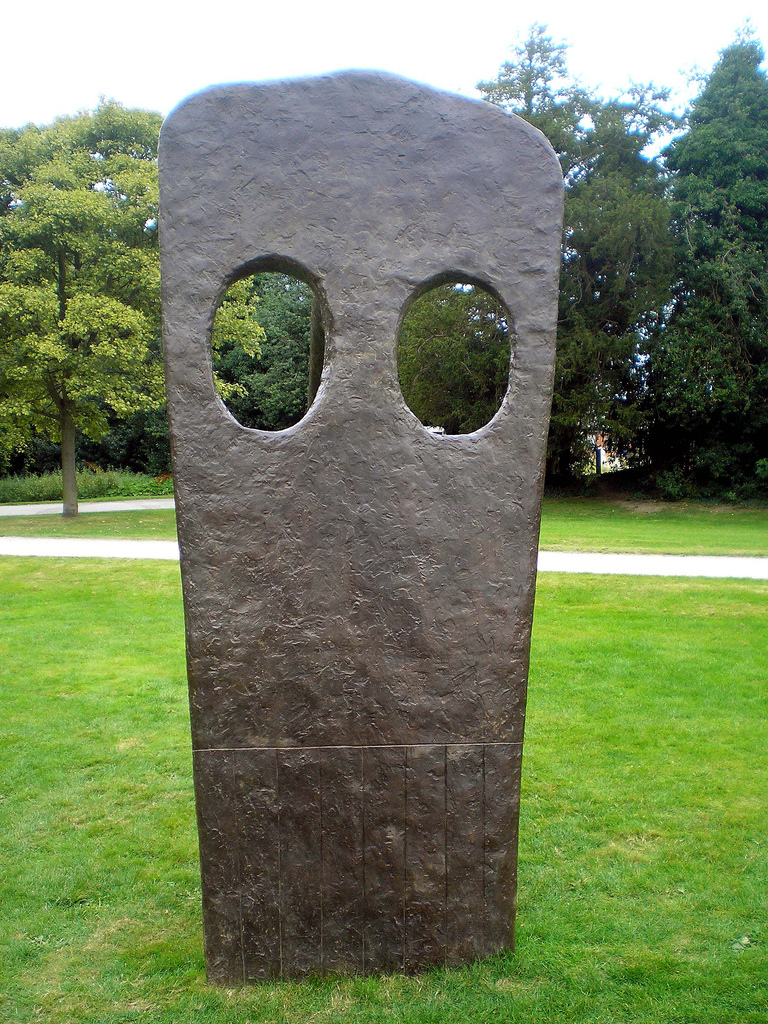
«Большой конь», Йоркширский парк скульптур

## Работы У. Тёрнбулла
- «Голова» 1956. Холст, масло 127 × 101.6 см. Галерея Тейт
- «Углы» 1967—1968 окрашенная сталь. Парк скульптур, Йоркшир[9]
- «Двойное красное» 1967 окрашенная сталь, высота 228.6 см[10]
- «Торс в форме топора» 1980 бронза 33,6 × 30,4 × 5.7 см.[11]